# Janvier 1835

## Événements
- Alexis de Tocqueville entreprend la rédaction de sa seule étude d'économie, un Mémoire sur le paupérisme publié dans les Mémoires de la société académique de Cherbourg, qu'il achèvera en avril. Une suite, inachevée, sera rédigée en 1837.
- Promulgation du Recueil complet des lois russes, réalisé par Speranski qui remplace l’Oulojénié du tsar Alexis (1649).

- 2 janvier : ouverture à Gabrovo, près de Sofia, de la première école dispensant un enseignement en Bulgare. Les fonds viennent d’Odessa où la diaspora sofiote compte de nombreux représentants. La Russie encourage l’affirmation de l’identité bulgare pour miner l’autorité ottomane.

- 6 janvier : début du soulèvement révolutionnaire des Cabanagem dans la région du Pará au Brésil (fin en 1840).
  - Les révoltes qui éclatent au Brésil à partir de 1835 ont des origines communes : situation économique difficile, aversion pour les marchands portugais, désordre du gouvernement central et excès de centralisme.

- 10 janvier, France : création par François Guizot d'un « Comité des monuments inédits de la littérature, de la philosophie, des sciences et des arts considérés dans leurs rapports avec l'histoire générale de la France ». Secrétaire : Didron. Membres : Cousin, Vitet, Mérimée, Victor Hugo, Le Prévost, Lenormant, Lenoir.

- 15 janvier : mort de la princesse de Chimay (Thérésa Cabarrus, qui fut un temps l'épouse de Tallien, et surnommée « Notre-Dame de Thermidor »).

- 21 janvier, France : publication à cinq cents exemplaires de De la démocratie en Amérique à la librairie Charles Gosselin, à Paris. Alexis de Tocqueville recevra le 11 août 1836 le prix Montyon, avec un montant exceptionnel de huit mille francs, pour cet ouvrage dont la seconde partie sera publiée en avril 1840. La même année, Gustave de Beaumont publie, chez le même éditeur, un roman qui dépeint la société civile américaine: Marie ou l'esclavage aux États-Unis, tableau de mœurs américaines.

- 22 janvier, France : ordonnance désignant Doullens comme lieu d’exercice de la déportation.

- 31 janvier : tentative d'assassinat contre le président des États-Unis Andrew Jackson au Capitole.

## Naissances
- 15 janvier : Hermann Theodor Geyler (mort en 1889), paléontologue et botaniste allemand.
- 19 janvier : Auguste Kerckhoffs (mort en 1903), cryptologue militaire néerlandais.
- 22 janvier : Rodolphe Radau (mort en 1911), astronome et géodésiste français d'origine allemande.

## Décès
- 7 janvier : Élisa Mercœur (° 1809), poétesse française.
- 15 janvier : Thérésa Cabarrus, princesse de Chimay, surnommée « Notre-Dame de Thermidor ».
- 24 janvier : Armand Seguin (né en 1767), chimiste et industriel français.